# 許中傑
許中傑（?—?），直隸省正定府正定縣人，清朝政治人物、同進士出身。歷官福建霞浦縣、惠來縣知縣。
光緒二十九年（1903年），参加光緒癸卯科殿試，登進士三甲第18名。同年閏五月，著交吏部掣签分发各省，以知县即用。